# Anton (Texas)
Anton is een plaats (city) in de Amerikaanse staat Texas en valt bestuurlijk gezien onder Hockley County.

## Demografie
Bij de volkstelling in 2000 werd het aantal inwoners vastgesteld op 1200.
In 2006 is het aantal inwoners door het United States Census Bureau geschat op 1158,.